# Eli Fountain
Eli Fountain Jr. (* 13. Juli 1958 in Detroit; † 17. Mai 2022 in New York City) war ein US-amerikanischer Jazzmusiker (Vibraphon, Perkussion, Komposition), der sich auch als Sessionmusiker und Komponist in weiteren Genres betätigte.

## Leben und Wirken
Fountain junior wurde als Sohn der Eltern Janet und Eli Fountain geboren, der ein bekannter Session-Saxophonist für Motown Records war. Es ist das Saxophon seines Vaters, das bei der Eröffnung von Marvin Gayes Single „What’s Going On“ zu hören war.  Der junge Fountain absolvierte die Cass Technical High School (zu der Absolventen seiner Generation wie Regina Carter und Geri Allen gehörten). Nach seinem Abschluss besuchte er das Cincinnati Conservatory of Music, wo er Max Roach kennenlernte, der ihm empfahl, sich in New York niederzulassen. Nachdem er einige Zeit in Denver verbracht hatte, folgte er Anfang der 1980er-Jahre Roachs Rat und traf sich in New York mit dem Schlagzeuger Warren Smith, einem Freund von Roach. Mit Smith wurde er ein Gründungsmitglied des Composers Workshop Ensemble.
Roach nahm Fountain unter seine Obhut, und dieser wurde Mitglied seines Perkussionsensembles M’Boom. Während er in Clubs in Harlem spielte, lernte er den Saxophonisten Patience Higgins kennen und wurde Gründungsmitglied seines Sugar Hill Quartetts (zusammen mit dem Bassisten Andy McCloud und dem Pianisten Les Kurtz). Mit ihnen spielte er in der Broadway-Show „Jelly’s Last Jam“ und in der Apollo-Theater-Produktion von „Dreamgirls“. Des Weiteren arbeitete er mit Sam Rivers, Charli Persips  Superband, Geri Allen (Twylight, The Nurturer) und Butch Morris (Current Trends in Racism in Modern America). Er wirkte auch bei Terence Blanchards Soundtrack für Malcolm X (1992) mit. Ab den 1990er-Jahrren spielte er außerdem im Milton Sealey Trio, bei Lena Horne, The Ebony Brass Quintet von Eddie Allen und Frank Gordon, Thurman Barker und James Carter. Im Bereich des Jazz war Fountain laut Tom Lord zwischen 1982 und 2011 an 48 Aufnahmesessions beteiligt. Daneben war er gefragter Session-Musiker in verschiedenen Genres wie Pop und Gospel, etwa mit Shirley Caesar, Glen Campbell, Aretha Franklin, Whitney Houston, Peabo Bryson, Bob Hope, Freda Payne und Oleta Adams.
Fountains Liebe zur klassischen Musik und zum Arrangieren führten dazu, dass Fountain die Ballettmusik „Play“ komponierte, das von The Complexions Dance Company aufgeführt und von Dwight Rhoden choreografiert wurde. Sein Ballett SIC wurde von Daniel Squire’s Dance Company aufgeführt. Sein letztes Ballett mit dem Titel „Change“ wurde von Dianne McIntyre choreografiert und vom Dance Theatre of Harlem aufgeführt. Er schrieb außerdem die Komposition „Night's Shadow“, eingespielt von Geri Allen und vom Dejan Terzic Quartet.
Fountain tourte weltweit und spielte in Russland, Italien, Deutschland und Südkorea. Er war Perkussionist und musikalischer Leiter für Savion Glover. Er war Leiter der Ensembles Percussion Discussion und The Organizers. Fountain spielte auch das Xylophon, die Pauke und zahlreiche andere Schlaginstrumente. Er war langjähriger Dozent an der Harlem School of the Arts, Juilliard School, University of Massachusetts, Jazzmobile und am Jazz at Lincoln Center.
Krankheitsbedingt musste Fountain seine Karriere in den 2010er-Jahren beenden. Zuletzt lebte er in einem Pflegeheim in New Rochelle.

## Diskographische Hinweise
- Sam Rivers: Evocation Suite – Jazzbühne Berlin '82, Vol. 10: Sam Rivers' Rivbea Orchestra (Repertoire Records, 1990, rec. 1982)
- M’Boom: Collage (Soul Note, 1985, mit Max Roach, Kenyatte Abdur-Rahman, Joe Chambers, Freddie Waits, Ray Mantilla, Warren Smith, Eddie Allen, Roy Brooks, Fred King)